# Oxalis areolata
Oxalis areolata är en harsyreväxtart som beskrevs av Paul Hermann Wilhelm Taubert. Oxalis areolata ingår i släktet oxalisar, och familjen harsyreväxter. Inga underarter finns listade i Catalogue of Life.